# Enge (Estonia)
Enge – wieś w Estonii, w prowincji Parnawa, w gminie Halinga.